# Otto Niemand
Otto Bismark Niemand (Davenport, 26 luglio 1884 – Davenport, 8 luglio 1968) è stato un ginnasta e multiplista statunitense.

## Carriera
Niemand partecipò ai Giochi olimpici di Saint Louis 1904 nelle gare di triathlon e ginnastica. Giunse ottavo nel concorso a squadre, cinquantottesimo nel concorso generale individuale, decimo nel triathlon e ottantaquattresimo nel concorso a tre eventi.